# BMW /5
Les BMW /5 són motocicletes fabricades per BMW a la planta de Spandau a Berlín entre els anys 1970 i 1973. Amb la sèrie /5 BMW inicia la producció de motocicletes de gran cilindrada. Amb 498cc la R50/5, 599cc la R60/5 i 749cc la R75/5. El seu motor és del tipus Boxer Twin de la marca bavaresa, amb 4 velocitats, sistema elèctric de 12V. i arrancada electrònica, per primera vegada un model de BMW té intermitents de sèrie. Un pes de 210Kg. en sec i una velocitat màxima de 175 km/hora en el model de més cubicatge. L'any 1972 apareix la versió "toaster" adreçada al mercat nord-americà, caracteritzat per un nou dipòsit més petit, de 4US gallons (15 litres) amb panells cromats que recorda una torradora de pa, d'aquí el seu sobrenom. L'any 1973 apareix amb un nou basculant 6,4 cm més llarg, aquest model serà conegut com a LWB "long wheel base" permetrà dotar-la d'una bateria de més capacitat i serà la base de la sèrie /6, model que substituirà a les /5.